# Ания
Ания (Annia) е женско име.
Известни жени с това име в Древен Рим от род Ании:
- Ания, съпруга на Луций Корнелий Цина (4 пъти консул; † 84 пр.н.е.), майка на Корнелия Цина (първата съпруга на Юлий Цезар)
- Ания, дъщеря на Тит Аний Луск, съпруга на Гай Папий Целз и майка на Тит Аний Мило († 48 пр.н.е.)

- Ания Фундания Фаустина (Фаустина Стара), съпруга на римския император Антонин Пий
- Ания Корнифиция Фаустина, сестра на император Марк Аврелий
- Ания Галерия Фаустина (Фаустина Млада), съпруга на римския император Марк Аврелий
- Ания Аврелия Галерия Фаустина, първата дъщеря на император Марк Аврелий и Фаустина Млада
- Ания Луцила, втората дъщеря на Марк Аврелий и Фаустина Младша и по-голяма сестра на император Комод
- Ания Аврелия Фадила, дъщеря на Марк Аврелий и Фаустина Млада
- Ания Корнифиция Фаустина Млада, дъщеря на Фаустина Млада
- Ания Фаустина (дъщеря на Умидия Корнифиция Фаустина), майка на Ания Фаустина
- Ания Фаустина, дъщеря на Умидия, правнучка на Фаустина Млада и трета съпруга на император Елагабал
- Ания Фундания Фаустина, дъщеря на Марк Аний Либон
- Рупилия Ания, сестра на Рупилия Фаустина
- Аспазия Ания Регила, дъщеря на Апий Аний Требоний Гал (консул 139 г.), съпруга на Ирод Атик